# Tetsuya Komuro
Tetsuya Komuro (小室 哲哉, Komuro Tetsuya, né le 27 novembre 1958 à Fuchū), souvent surnommé TK, est un musicien, claviériste, compositeur, parolier et producteur de musique japonais qui connut un grand succès dans les années 1990 au Japon.

## Biographie
Tetsuya Komuro débute dans les années 1980 au sein du groupe TM Network, et commence à écrire des titres pour d'autres artistes dès cette époque, notamment le tube "My revolution" pour Misato Watanabe en 1986. Il compose avec TM Network des chansons pour la série anime City Hunter ("Nicky Larson"), dont le populaire générique de fin Get Wild.
TK devient le plus célèbre producteur musical du Japon pendant les années 1990, connu dans les médias pour sa luxueuse vie de jet-seteur, et lance plusieurs vedettes en leurs écrivant de nombreux hits, vendant des millions de disques et faisant le succès de la maison de disques Avex. Parmi ses principales productions figurent Namie Amuro qui initia la mode Kogaru au milieu des années 1990, hitomi, Tomomi Kahala, Yuki Uchida, Ryoko Shinohara, Ami Suzuki, Olivia, ou les groupes TRF, dos…
En tant qu'artiste, TK collabore en 1991 avec Yoshiki du groupe X Japan sous le nom V2. TM Network, alors renommé TMN depuis 1990, est dissous en 1994.
En 1995, il fonde son propre label musical, ORUMOK RECORDS, et forme le groupe provisoire H Jungle with t avec le chanteur Masatoshi Hamada, membre du populaire duo owarai Downtown. Il forme en 1996 le groupe globe, dans lequel il officie en personne, qui connait un grand succès au Japon. En 1998, il forme en parallèle le duo TRUE KiSS DESTiNATiON, vite renommé Kiss Destination, avec la chanteuse Asami (Asami Yoshida). Il fonde également en 1998 un nouveau label, TRUE KiSS DiSC, pour ses productions pour Sony Music. 
En 1999, il reforme TM Network, toujours en parallèle à ses deux autres groupes. Il collabore aussi avec Jean-Michel Jarre pour quelques concerts dans le monde, de 1998 à 2001, notamment sur la tour Eiffel lors d'un concert pour la coupe du monde de football 1998, dont ils ont écrit ensemble le thème d'ouverture.
En 2001, TK épouse en secondes noces Asami de Kiss Destination, avant d'en divorcer dix mois plus tard, malgré la naissance d'un enfant, entraînant la séparation de leur groupe commun. Une partie de sa fortune revient alors à son ex-femme. Il épouse cependant dès 2002 la chanteuse Keiko (Keiko Yamada) de globe, à l'occasion d'une cérémonie somptuaire et médiatisée, juste après son divorce coûteux. Dans les années 2000, il commence à connaître des ennuis financiers à la suite de la chute des ventes de ses disques, à de mauvais investissements financiers, et à une importante pension alimentaire à verser. Il va réduire ses activités de producteur en se concentrant davantage sur ses groupes propres groupes Globe et TM Network.
Lourdement endetté, TK est arrêté et incarcéré le 4 novembre 2008, accusé d'avoir escroqué un investisseur en 2006 de 500 millions de yen (environ 4 millions d'euros aujourd'hui[Quand ?]) en lui vendant les droits d'auteurs de 806 de ses chansons écrites pour Avex dont il n'était pas légalement propriétaire. 
Avex a depuis payé la caution pour sa libération, souhaitant qu'il reprenne ses activités pour payer ses dettes, malgré le bannissement de ses productions par les radios et télévisions depuis le début de l'affaire. Son procès débute en mars 2009, et Masato "Max" Matsuura, président d'Avex group, annonce dans la foulée le remboursement par sa société des sommes détournées par Komuro, plus des dommages et intérêts, par égard pour les succès apportés par Komuro à Avex par le passé. Il n'est finalement condamné qu'à trois ans de prison avec sursis en mai 2009.

### 2009-2017: Comeback
Il fait un retour sur scène en août 2009 lors d'un concert d'artistes d'avex, il joue au piano des titres de globe puis Keiko et Marc Panther le rejoins pour chanter les titres FACE et Many Classic Moments.
En 2010 puis renoue avec le succès, il compose pour le groupe AAA le double single "Aitai Riyuu / Dream After Dream", qui se classe à la 1ère place du top Singles et sera certifié disque d'or, ainsi que leur album BUZZ COMMUNICATION,
Il continue sur sa lancée en composant pour Ayumi Hamasaki la majeure partie de son album Love Songs (#1 à l'Oricon Album), il continuera régulièrement à collaborer avec elle entre 2013 et 2015, en produisant notamment trois titres sur l'album Love Again (Snowy Kiss, Ivy et You & Me), le titre Feel the Love sur Colours et quatre titres sur l'album A ONE (No Future, Anything for you, The Show must go on et Walk), il la rejoindra même sur scène pour interpréter sa reprise de Many Classic Moments.
En 2011 il relance sa carrière solo avec Digitalian is eating breakfast 2, 22 ans après DEBF 1, fruit de nombreuses collaborations: Verbal (m-flo), AAA, K-C-O, Zeebra, Krayzie Bone, Miu Sakamoto, Kreva. Il contient notamment deux titres chantés par lui-même : ほほえみのちから et Carry On qu'il interprétera à la télévision.
En février 2013 il produit l'album Watch the Music de TRF dont il était le producteur dans les années 90, le mois suivant il publie son nouvel effort solo Digitalian is eating Breakfast 3 (DEBF 3) à nouveau riche en collaborations. L'année suivante il publie EDM TOKYO, ce sera son dernier album solo pendant plus de trois ans.
En 2015 pour fêter les 20 de son groupe globe il produit l'intégralité de l'album de remix Remode ou il remixe et réorchestre 20 titres du groupe en utilisant des pistes de voix alternatives de Keiko.
En 2017 il publie un nouvel album solo JOBS #1 qui contiendra notamment une nouvelle version du titre Can You Celebrate (Art Mix).
Il crée avec Daisuke Asakura le groupe PANDORA, le premier single Be the one (chanté par Beverly) est un succès et est certifié disque d'or pour 100 000 téléchargements et cumule plus de 7 493 642 visionnages sur youtube au 07/07/2018.

### 2018: Conférence de presse, retraite anticipée et derniers projets
Le 19 janvier 2018, Tetsuya Komuro annonce son retrait de l'industrie de la musique, à la suite de la divulgation par un journal de sa relation extra-conjugale avec une infirmière alors que son épouse Keiko est gravement malade depuis 2011. Il y révèle dans sa conférence de presse ses nombreux problèmes de santé et que ceux ci l'avaient de toute manière songé à envisager la retraite.
Le 7 février 2018 le mini-album de PANDORA "Blueprint", initialement prévu à cette date, est disponible dans les bacs. Il se classe à la 9e place du Top Albums dès sa première semaine.
Le 25 avril un nouveau single Guardian (feat. Beverly) est dévoilé, en effet TK a créé 29 titres pour être utilisés comme fond musical pour le jeu vidéo pour smartphones Guardians qui sortira prochainement, il a commencé à travailler sur ce projet au printemps 2017.

## Discographie en solo

### Albums
1. Digitalian is Eating Breakfast (12/09/1989)
2. Psychic Entertainment Sound (with Mr. Maric, 09/21/1990)
3. Hit Factory (10/21/1992)
4. Piano Voice: TK Piano Works (03/19/2003)
5. Far Eastern Wind – Winter (02/13/2008)
6. Far Eastern Wind – Spring (03/05/2008)
7. Far Eastern Wind – Summer (07/23/2008)
8. Far Eastern Wind – Autumn (09/10/2008)
9. Digitalian is Eating Breakfast 2 (05/04/2011)
10. Digitalian is Eating Breakfast 3 (03/06/2013)
11. EDM Tokyo (04/02/2014)
12. Jobs #1 (03/01/2017)

### Live albums
1. Tetsuya Komuro Jungle Massive (07/19/1995)
2. TK-Trap (05/22/1996)
3. Synthesized Trance Vol. 1 (11/20/2002)
4. Synthesized Trance Vol. 2 (02/26/2003)

### Compilation albums
1. Saga: Tetsuya Komuro Classic Selection (12/02/1992)
2. TK Million Works (11/16/1996)
3. Arigato 30 Million Copies: Best of TK Works (03/23/2000)
4. Piano Globe: Globe Piano Collection (03/19/2003)
5. Piano Wind: TK Ambient Selection (03/19/2003)
6. The Greatest Hits: S (02/22/2006)
7. The Greatest Hits: A (02/22/2006)
8. TK Instrumental Works Selection 1986–2003 (02/22/2006)
9. Komuro Tetsuya Meets Vocaloid (03/28/2012)

### Remix albums
1. Blue Fantasy – Love & Chill Out With Trance Remixes (06/21/2002)
2. Cream of J-Pop (07/04/2007)
3. Digitalian is Remixing (03/21/2012)
4. DEBF EDM 2013 Summer (09/25/2013)